# Ryzec plstnatý
Ryzec plstnatý (Lactarius vellereus) je nejedlá houba z čeledi holubinkovitých.

## Výskyt
Vyskytuje se jednotlivě, ve skupinách ve všech lesích. Vyhovují mu listnaté lesy, především okolo dubů a buků. Roste od srpna do listopadu. Jeho chuť je palčivá a hořká , proto se řadí mezi houby, které nekonzumujeme.

## Popis

### Klobouk
Velikost klobouku v průměru 80–200 mm. Je lehce vyklenutý, brzy plochý a uprostřed vmáčklý. Během stáří může být nálevkovitý,tvrdý, plochý, sametový, na okraji plstnatý a bělavý. Postupem času až okrově skvrnitý. Má lehce chlupatý klobouk, který je u okraje huňatý.

### Třeň
Třeň 30–70 × 20–50 mm. Tlustý a krátký, válcovitý, tvrdý a jemně plstnatý. Později lysý, bělavý, až nažloutlý. Pokud nařízneme třeň nebo dužinu, začne vytékat bílé mléko.

### Lupeny
Lupeny jsou bílé a dosti tlusté, ve staří jsou naokrovělé a řídké.

### Mléko a výtrusný prach
V mládí má hojné mléko ale později téměř schází. Je bělavé a neměnné chuti až nahořklé.
Výtrusný prach je bílé barvy a výtrusy kulovitého tvaru s tenkou stěnou a řídce sítnatou amyloidní ornametikou.

## Synonyma
- Agaricus vellereus Fr., Syst. mycol. (Lundae) 1: 76 (1821)
- Agaricus vellereus Fr., Syst. mycol. (Lundae) 1: 76 (1821) var. vellereus
- Galorrheus vellereus (Fr.) P. Kumm., Führ. Pilzk. (Zerbst): 125 (1871)
- Galorrheus vellereus var. exsulla P. Kumm., Führ. Pilzk. (Zerbst): 125 (1871)
- Galorrheus vellereus (Fr.) P. Kumm., Führ. Pilzk. (Zerbst): 125 (1871) var. vellereus
- Lactarius albivellus Romagn., Bull. trimest. Soc. mycol. Fr. 96(1): 92 (1980)
- Lactarius aspideus var. hometii (Gillet) Nüesch, Pilze Mitteleuropas (Stuttgart): 43 (1921)
- Lactarius hometii Gillet [as 'hometi'], Tabl. analyt. Hyménomyc. France (Alençon): 43 (1884)
- Lactarius vellereus var. bertillonii Neuhoff, Die Milchlinge (Lactarii). – Die Pilze Mitteleuropas IIb: 93 (1956)
- Lactarius vellereus var. boudieri J. Blum, (1965)
- Lactarius vellereus var. fuscescens J. Blum, Revue Mycol., Paris 31: 106 (1966)
- Lactarius vellereus var. hometii (Gillet) Boud. [as 'hometi'], Icon. Mycol. (Paris) 1: 9 (tab. 49) (1905)
- Lactarius vellereus var. odorans J. Blum, Revue Mycol., Paris 31: 106 (1966)
- Lactarius vellereus var. queletii J. Blum, Revue Mycol., Paris 31: 106 (1966)
- Lactarius vellereus var. trifurcatus R. Schulz, Führ. Pilzk. (Zwickau) 1: pl. 62 (1927)
- Lactarius vellereus var. typicus Maire, Publ. Inst. Bot. 3(4): 50 (1937)
- Lactarius vellereus (Fr.) Fr., Epicr. syst. mycol. (Upsaliae): 340 (1838) [1836-1838] var. vellereus
- Lactarius vellereus var. velutinus (Bertill.) Bataille, Bull. Soc. Hist. nat. Doubs 15: 35 (1908)
- Lactarius vellereus var. virescens Hesler & A.H. Sm., North American Species of Lactarius (Ann Arbor): 201 (1979)
- Lactarius velutinus Bertill., Atti Accad. Pontificia de Nuovi Lincei, Roma 1: 79 (1868)
- Lactifluus vellereus (Fr.) Kuntze, Revis. gen. pl. (Leipzig) 2: 857 (1891) [3]

## Podobné druhy
Mezi podobné druhy ryzců patří:
- Ryzec peprný
- Ryzec Bertillonův
- Ryzec kravský[4]